# 三田純義
三田 純義（みた すみよし、1949年12月6日 - ）は、日本の学者・教育学者である。群馬大学教授。専門は金属加工、機械・電気・電子・情報技術教育。

## 来歴・人物
- 1949年12月6日 - 茨城県東茨城郡（現・常陸大宮市）で出生。幼少期のあだ名は「ヨシくん」。
- 1973年3月 - 群馬大学工学部機械工学科卒業
- 1975年3月 - 群馬大学大学院工学研究科機械工学専攻修了
- 1975年4月 - 東京工業大学工学部附属工業高等学校機械科教諭就任
- 1995年4月 - 小山工業高等専門学校機械工学科助教授就任
- 2000年4月 - 東京工業大学大学院社会理工学研究科博士課程入学
- 2002年9月 - 東京工業大学大学院社会理工学研究科博士課程人間行動システム専攻修了
- 2003年4月 - 小山工業高等専門学校機械工学科教授就任
- 2006年4月 - 群馬大学教育学部技術教育講座教授就任
- 2009年4月 - 群馬大学教育学部附属中学校の校長に就任

## 専門分野
- 教育工学
  - 生産工学・加工学
  - 設計工学・機械機能要素・トライボロジー

- 研究テーマ
  - マイクロ風車に関する研究
  - 階段移動ロボットの開発
  - 学習者の意欲をひきだす教育方法の開発

## 担当講義
- 技術科教材開発演習B
- 金属加工
- 金属加工実習
- 材料学
- 材料加工演習

- 工業科教育法特論演習
- 技術科教育特論
- 材料工学特論
- 材料工学特論演習
- 技術教育特別研究

## 著書・論文

### 著書
- 『工業科「課題研究」 の指導の手引』（実教出版、1988年）
- 『高等学校工業科　検定教科書 「新機械工作1」「新機械工作2」』（実教出版、1990年）
- 『「新機械工作1」演習ノート、「新機械工作2」演習ノート』（実教出版、1990年）
- 『機械設計4月号特集「超よくわかる機械設計入門」』（日刊工業新聞社、1997年）
- 『工業高等専門学校共通教材ビデオ教材「メカトロニクス」（1巻 要素と応用例、2巻 アクチュエータ、3巻 センサ、4巻制御用コンピュータ）』（放送教育開発センター、1997年）
- 『メカトロ・エンジニアリング (10)制御技術』（パワー社、2000年）
- 『機械設計法』（コロナ社、2000年）
- 『具体例で学ぶ機械のしくみ』（日本技能教育開発センター、2000年）
- 『仕事に役立つ微分・積分』（パワー社、2001年）
- 『高等学校工業科　検定教科書「新機械工作」』（実教出版、2002年）
- 『機械工学概論』（コロナ社、2002年）
- 『トコトンやさしい 機械の本』（日刊工業新聞社、2006年）

### 論文
- 「OHPで演示可能な教具ーースイッチとリレーによる 回路」

（技術教育研究、1983年）
- 『OHPで演示可能な教具による演示実験をまじえた指導「計測・制御」及び「流れ」の指導を中心にして』

（工業教育、1984年）
- 『工業高校機械科における技能』

（技術教育研究第36号、1990年）
- 『機械工学科における「工作実習」ー作業分析にもとづいた「工作実習」の評価』

（小山工業高等専門学校研究紀要第29号、1997年）
他多数

## 所属学会
- 日本機械学会
- 技術教育研究会
- 日本教育工学協会
- 日本産業教育学会正会
- 日本設計工学会
- 日本工学教育協会
- 日本科学教育学会
- 計測自動制御学会
- 日本風力エネルギー協会
- International Technology Eucation Association (U.S.A)
- 日本教育工学会正会員
- 日本機械学会関東支部ブロック合同講演会
- 日本設計工学会理事・事業部会
- 日本設計工学会（評議員）
- 日本産業技術教育学会